# Philip K. Dick Award
De Philip K. Dick Award is een sciencefictionliteratuurprijs, genoemd naar de SF-schrijver Philip K. Dick. De prijs wordt gesponsord door de Philadelphia Science Fiction Society en sinds 1982 uitgereikt voor pocketboeken die in het jaar voor uitreiking in de Verenigde Staten verschenen zijn. 

## Winnaars van de Philip K. Dick Award
- 2018 - Audrey Schulman Theory of Bastards
- 2017 - Carrie Vaughn Bannerless
- 2016 - Claudia Casper The Mercy Journals
- 2015 - Ramez Naam Apex
- 2014 - Meg Elison The Book of the Unnamed Midwife
- 2013 - Ben H. Winters Countdown City
- 2012 - Brian Francis Slattery Lost Everything
- 2011 - Simon Morden The Samuil Petrovitch Trilogy
- 2010 - Mark Hodder The Strange Affair of Spring-Heeled Jack
- 2009 - C. L. Anderson Bitter Angels
- 2008 - (ex aequo) Adam-Troy Castro Emissaries from The Dead en David Walton Terminal Mind
- 2007 - M. John Harrison Nova Swing
- 2006 - Chris Moriarity Spin Control
- 2005 - M. M. Buckner War Surf
- 2004 - Gwyneth Jones Life
- 2003 - Richard Morgan Altered Carbon
- 2002 - Carol Emshwiller The Mount
- 2001 - Richard Paul Russo Ship of Fools
- 2000 - Michael Marshall Smith Only Forward
- 1999 - Stephen Baxter Vacuum Diagrams
- 1998 - Geoff Ryman 253: The Print Remix
- 1997 - Stepan Chapman The Troika
- 1996 - Stephen Baxter The Time Ships
- 1995 - Bruce Bethke Headcrash
- 1994 - Robert Charles Wilson Mysterium
- 1993 - (ex aequo) John M. Ford Growing Up Weightless en Jack Womack Elvissey
- 1992 - Richard Grant Through the Heart
- 1991 - Ian McDonald King of Morning, Queen of Day
- 1990 - Pat Murphy Points of Departure
- 1989 - Richard Paul Russo Subterranean Gallery
- 1988 - (ex aequo) Paul J. McAuley Four Hundred Billion Stars en Rudy Rucker Wetware
- 1987 - Patricia Geary Strange Toys
- 1986 - James P. Blaylock Homunculus
- 1985 - Tim Powers Dinner at Deviant's Palace
- 1984 - William Gibson Neuromancer
- 1983 - Tim Powers The Anubis Gates
- 1982 - Rudy Rucker Software